# Achik Garib
 (mai 2019).
Si vous disposez d'ouvrages ou d'articles de référence ou si vous connaissez des sites web de qualité traitant du thème abordé ici, merci de compléter l'article en donnant les références utiles à sa vérifiabilité et en les liant à la section « Notes et références ».

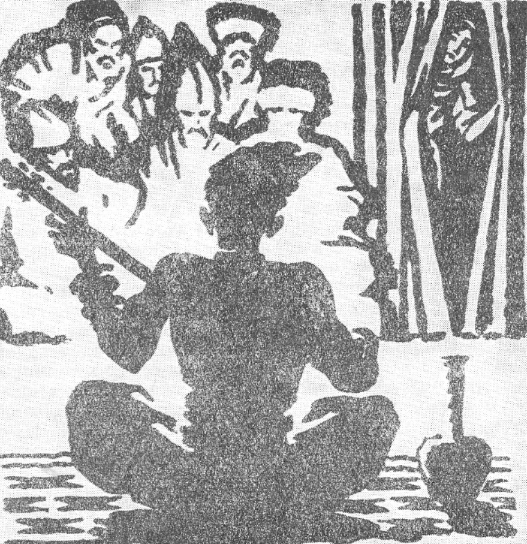
Le retour d'Achik Garib (illustration de, 1939).

Achik Garib (en azéri : Aşıq Qərib) est un dastan (conte épique) populaire en Transcaucasie et en Asie centrale. Composé au plus tôt au XVIe siècle, il a été recueilli pour la première fois par Mikhaïl Lermontov en 1837 (publication en 1846).

## Adaptations
- Achig Garib, opéra de Zülfüqar Hacıbəyov (1916) ;
- Chah-Sénem, opéra de Reinhold Glière et Mikhaïl Galpérine créé en 1927 ;
- Achik Kérib, conte d'un poète amoureux, film de Dodo Abachidzé et Sergueï Paradjanov sorti en 1988.